# Coupe d'Algérie de football 2019-2020
Navigation
Coupe d'Algérie
2018-2019 Coupe d'Algérie
2022-2023
La Coupe d'Algérie de football 2019-2020 appelée Coupe d'Algérie Mobilis 2019-2020 par contrat de naming, est la 56e édition de la Coupe d'Algérie de football, compétition à élimination directe mettant aux prises des clubs de football amateurs et professionnels affiliés à la Fédération algérienne de football.
L'édition est marquée par la pandémie de Covid-19 en Algérie. Les rencontres sont suspendues, au terme des quarts de finale (aller) disputés les 10 et 11 mars. 
Le 6 septembre 2020, la Fédération algérienne de football annonce l'annulation officielle de l'édition.

## Calendrier

### Dates des matchs
| Tour                           | Nom                        | Dates retenues   | Équipes participantes | Équipes gagnantes |
| Épreuve éliminatoire (2019)    |                            |                  |                       |                   |
| 1                              | Premier tour               | Dates régionales | -                     | -                 |
| 2                              | Deuxième tour              | Dates régionales | -                     | -                 |
| 3                              | Troisième tour             | 14-16 novembre   | 192                   | 96                |
| 4                              | Quatrième tour             | 28 -30 novembre  | 96                    | 48                |
| Compétition propre (2019-2020) |                            |                  |                       |                   |
| Entrée des 16 clubs de Ligue 1 |                            |                  |                       |                   |
| 5                              | Trente-deuxièmes de finale | 21-23 décembre   | 48 + 16               | 32                |
| 6                              | Seizièmes de finale        | 28-30 décembre   | 32                    | 16                |
| 7                              | Huitièmes de finale        | 11-13 février    | 16                    | 8                 |
| 8                              | Quarts de finale aller     | 10-11 mars       | 8                     | 4                 |
| 9                              | Quarts de finale retour    | 17-18 mars       | 8                     | 4                 |
| 10                             | Demi-finales aller         | 3-4 avril        | 4                     | 2                 |
| 11                             | Demi-finales retour        | 10-11 avril      | 4                     | 2                 |
| 12                             | Finale                     | 1 Mai            | 2                     | 1                 |

### Dates des tirages au sort
Tirage au sort le 10 décembre 2019 à l’École supérieure d’hôtellerie et de restauration d’Aïn Bénian (Alger).
Les 64 clubs qualifiés
- Ligue 1 (D1) : MC Oran, USM Alger, CS Constantine, JS Kabylie, NA Hussein Dey, CAB Bordj Bou Arreridj, ES Sétif, JS Saoura, CR Belouizdad (TT), MC Alger, USM Bel Abbès, Paradou AC, AS Ain M'lila, NC Magra, ASO Chlef, US Biskra.

- Ligue 2 (D2) : MO Béjaïa, JSM Béjaïa, O Médéa, RC Arba, USM El Harrach, WA Tlemcen, ASM Oran, OM Arzew, USM Annaba, AS Khroub, DRB Tadjenanet, Amel Bou Saâda.

- DNA (D3) : USM Khenchela, IB Lakhdaria, US Béni Douala, NT Souf (W. El-Oued), CR Béni Thour (Ouargla), WA Boufarik, AB Chelghoum Laid, CR Village Moussa (W. Djijel), MO Constantine et MSP Batna.

- Inter-régions (D4) : CRB Houari-Boumediene (W. Annaba), NASR El Fedjoudj (W. Guelma), ES Guelma, FC Bir El Arch (W. Sétif), CB Mila, ERB Bou Medfaâ (W. Ain Defla), CR Zaouia, E Sour El Ghozlane, JS Bordj Ménaïel, Hydra AC, IS Tighennif, IRB Sougueur, ARB Ghriss, IR Mécheria, CRB Adrar, SC Mecheria, O. Magrane, US Souf, MC El Bayadh.

- Régionale 1 (D5) : NRB Lardjem (W. Tissemsilt), FCB Telagh (W. Sidi Bel-Abbès), USM Oran et AB Sabath (W. Guelma).

- Régionale 2 (D 6) : M. Oued Chaâba (W. Batna), AS Marsa (W. Oran) et MJ Arzew.

## Avant Dernier Tour Régional

### Ligue Régionale d'Alger
| Ligue d'Alger Avant Dernier tour régional (// à 14h 30) |                      |               |                     |  |           |  |
| 1                                                       | MO Bejaïa            | 2-1           | OS Akbou            |  |           |  |
| 2                                                       | OMS El Djazair       | 0-3*          | DRB Baraki          |  | match N.J |  |
| 3                                                       | Hydra AC             | 2-2 t.a.b 3-1 | CRB Dar El Beida    |  |           |  |
| 4                                                       | USM Draa Ben Khedda  | 2-0           | RC Boumerdès        |  |           |  |
| 5                                                       | MB Bouira            | 0-3           | USM El Harrach      |  |           |  |
| 6                                                       | USDS Cheraga         | 0-4           | ES Ben Aknoun       |  |           |  |
| 7                                                       | IB Khemis El Khechna | 0-0 t.a.b 4-3 | RC Kouba            |  |           |  |
| 8                                                       | IB Lakhdaria         | 3-1           | JS Azzazga          |  |           |  |
| 9                                                       | NARB Reghaia         | 1-0           | JS El Biar          |  |           |  |
| 10                                                      | OMR El Anasser       | 0-1           | ES Sour El Ghozlane |  |           |  |
| 11                                                      | ERB Ouled Moussa     | 4-2           | JS Hai Djebel       |  |           |  |
| 12                                                      | US Beni Douala       | 3-0           | DRB Staoueli        |  |           |  |
| 13                                                      | OS El Kseur          | 2-2 t.a.b 4-5 | JS Boumerdes        |  |           |  |
| 14                                                      | JS Bordj Menaïel     | 1-0           | CM Tidjelabine      |  |           |  |
| 15                                                      | CRB Bordj El Kiffan  | 1-2           | JS Tichy            |  |           |  |
| 16                                                      | JSM Béjaïa           | 5-0           | Amel Kourifa        |  |           |  |

### Ligue Régionale de Blida
| Ligue de Blida Avant Dernier tour régional (jeudi 14 novembre à 14h 30) |                 |   |                     |  |                    |  |
| 1                                                                       | USMM Hadjout    | - | RA Aïn Defla        |  |                    |  |
| 2                                                                       | CRB Aïn Oussara | - | CRB Boukadir        |  |                    |  |
| 3                                                                       | O Médéa         | - | ES Berrouaghia      |  |                    |  |
| 4                                                                       | WA Boufarik     | - | ESM Koléa           |  | samedi 16 novembre |  |
| 5                                                                       | MS Cherchell    | - | SKAF Khemis Miliana |  | samedi 16 novembre |  |
| 6                                                                       | RC Arbaa        | - | MCB Oued Sly        |  | samedi 16 novembre |  |
| 7                                                                       | USM Blida       | - | ORB Oued Fodda      |  | samedi 16 novembre |  |
| 8                                                                       | CR Zaouia       | - | HRB Fouka           |  | samedi 16 novembre |  |
| 9                                                                       | IRB Boumedfaa   | - | CRB Sendjas         |  | samedi 16 novembre |  |
| 10                                                                      | SC Aïn Defla    | - | CB Beni Slimane     |  | samedi 16 novembre |  |

### Ligue Régionale d'Oran
| Ligue d'Oran Avant Dernier tour régional (// à 14h 30) |                 |   |                 |  |  |                                |
| 1                                                      | IRB Maghnia     | - | FCB Telagh      |  |  | Ben Badis                      |
| 2                                                      | RC Relizane     | - | WA Mostaganem   |  |  | Bouguirat                      |
| 3                                                      | Nasr Es Senia   | - | CC Oran         |  |  | Sidi Chahmi                    |
| 4                                                      | MJ Arzew        | - | IRB Chetouane   |  |  | El Amria                       |
| 5                                                      | SCM Oran        | - | US Remchi       |  |  | Témouchent                     |
| 6                                                      | OM Arzew        | - | ICS Tlemcen     |  |  | Chabt                          |
| 7                                                      | ES Mostaganem   | - | RCB Oued R'hiou |  |  | Relizane                       |
| 8                                                      | OS Ben Adda     | - | CR Témouchent   |  |  | Hamam Bou Hadjar               |
| 9                                                      | CR Ain Youcef   | - | CRM Bouguirat   |  |  | Benahmed / Oran                |
| 10                                                     | ASB Maghnia     | - | ASM Oran        |  |  | Emberak Boucif / Témouchent    |
| 11                                                     | JR Sidi Brahim  | - | FCK Sidi Yagoub |  |  | 3 frères Amarouche / Bel Abbes |
| 12                                                     | US Mostaganem   | - | USM Oran        |  |  | Arzew                          |
| 13                                                     | WA Tlemcen      | - | ASB Zemmora     |  |  | Bouakeul / Oran                |
| 14                                                     | CSA/AS El Marsa | - | CRB Ben Badis   |  |  | Tlélet                         |

### Ligue Régionale de Saida
| Ligue de Saida Avant Dernier tour régional (16/11/2019 à 14h 30) |              |      |                |  |                |                          |
| 1                                                                | CRB Tircine  | -    | MB Hassasna    |  |                | Boukhors / Saida         |
| 2                                                                | ARB Ghriss   | -    | WAB Ain Kermes |  |                | Ain El Hadid             |
| 3                                                                | IS Tighennif | -    | JS Sig         |  |                | Unité Africain / Mascara |
| 4                                                                | CRC Tiaret   | -    | FCB Frenda     |  |                | Medrissa                 |
| 5                                                                | CR Mahdia    | -    | IRB Sougueur   |  |                | Kaid Ahmed / Tiaret      |
| 6                                                                | SA Mohamadia | 0-3* | WAB Tissemsilt |  | absence du SAM | Djillali Benamar         |
| 7                                                                | NRB Lardjem  | -    | CRB Froha      |  |                | Kermes                   |

### Ligue Régionale de Constantine
| Ligue de Constantine Avant Dernier tour régional(// à 14h 30) |                   |   |                   |  |  |  |
| 1                                                             | FC Bir El-Arch    | - | ES Collo          |  |  |  |
| 2                                                             | NRB Grarem        | - | SA Sétif          |  |  |  |
| 3                                                             | CR Village Moussa | - | HB Chelghoum Laid |  |  |  |
| 4                                                             | USM Ain Beida     | - | CRB Ain Fakroun   |  |  |  |
| 5                                                             | US Chaouia        | - | USM Sétif         |  |  |  |
| 6                                                             | IRB Ain Arnat     | - | JS Djijel         |  |  |  |
| 7                                                             | CB Mila           | - | JB Ain Kercha     |  |  |  |
| 8                                                             | AB Chelghoum Laïd | - | FC Tahir          |  |  |  |
| 9                                                             | NRB Téleghma      | - | CRB El Milia      |  |  |  |
| 10                                                            | MO Constantine    | - | ASC Ouled Zouaï   |  |  |  |

### Ligue Régionale de Batna
| Ligue de Batna Avant Dernier tour régional (14 novembre à 14h 30) |                       |   |                   |  |             |  |
| 1                                                                 | USM Khenchela         | - | CRB El Hammadia   |  |             |  |
| 2                                                                 | AB Merouana           | - | CRB Kais          |  |             |  |
| 3                                                                 | WR M'Sila             | - | CRB Ouled Djellal |  |             |  |
| 4                                                                 | Mouloudia Oued Chaaba | - | MB Barika         |  |             |  |
| 5                                                                 | OB Medjana            | - | CA Batna          |  | 16 novembre |  |
| 6                                                                 | CRB Ain Yagout        | - | ES Bouakeul       |  | 16 novembre |  |
| 7                                                                 | MSP Batna             | - | NRBT              |  | 16 novembre |  |

### Ligue Régionale de Annaba
| Ligue de Annaba Avant Dernier tour régional (16/11/2019 à 14h 30) |                       |               |                 |  |  |  |
| 1                                                                 | US Tebessa            | 2-0           | NRB Tamlouka    |  |  |  |
| 2                                                                 | USM Bouni             | 2-0           | ES Chatt        |  |  |  |
| 3                                                                 | WM Tebessa            | 1-2           | HAMRA Annaba    |  |  |  |
| 4                                                                 | IRB El Hadjar         | 3-2           | CRB Oued Zenati |  |  |  |
| 5                                                                 | AR Bordj Sabath       | 1-0           | ESF Bir El Ater |  |  |  |
| 6                                                                 | Nasr Fedjoudj         | 4-3 a.p       | IRB Sedrata     |  |  |  |
| 7                                                                 | ES Guelma             | 0-0 t.a.b 5-4 | ORB Boumahra    |  |  |  |
| 8                                                                 | CRB Dréan             | 0-0 t.a.b 4-3 | OSM Taref       |  |  |  |
| 9                                                                 | CRB Houari Boumediène | -             | Exempt          |  |  |  |

### Ligue Régionale de Béchar
| Ligue de Béchar Avant Dernier tour régional |                |   |                    |  |  |               |
| 1                                           | JRB Taghit     | - | EC El Bayadh       |  |  | Beni Ounif    |
| 2                                           | JS Guir Abadla | - | NRB Fenoughil      |  |  | Kerzaz        |
| 3                                           | NRC Hattaba    | - | CRB Ain Sefra      |  |  | Taghit        |
| 4                                           | CSA Zaouia     | - | IR Mecheria        |  |  | OPOW / Béchar |
| 5                                           | US Naama       | - | USM Tindouf        |  |  | Abadla        |
| 6                                           | CRB Adrar      | - | IR Mekmen Ben Amar |  |  | Abadla        |
| 7                                           | RC Naama       | - | SC Mecheria        |  |  | Ain Sefra     |
| 8                                           | MC El Bayadh   | - | US Béchar Djedid   |  |  | Ain Sefra     |

### Ligue Régionale de Ouargla
| Ligue de Ouargla Avant Dernier tour régional (16 novembre à 14h 30) |                     |   |                   |  |  |  |
| 1                                                                   | Olympique Magrane   | - | Olympique El Oued |  |  |  |
| 2                                                                   | CR Béni Thour       | - | IRB N'Goussa      |  |  |  |
| 3                                                                   | NT Souf             | - | RC Hassi Gara     |  |  |  |
| 4                                                                   | IRB Berriane        | - | IRB El Kheneg     |  |  |  |
| 5                                                                   | IRB Aflou           | - | WM Zelfana        |  |  |  |
| 6                                                                   | NRB Touggourt       | - | CSSW Illizi       |  |  |  |
| 7                                                                   | ASB Metlili Châamba | - | JS Sidi Bouaziz   |  |  |  |
| 8                                                                   | US Souf             | - | MB Rouissat       |  |  |  |

## Dernier tour régional
Dernier tour régional
| #                                                                                   | Club 1                | Résultat               | Club 2                         | Buteurs                                            | Date                               | Stade                                                    |
| ----------------------------------------------------------------------------------- | --------------------- | ---------------------- | ------------------------------ | -------------------------------------------------- | ---------------------------------- | -------------------------------------------------------- |
| Ligue d'Alger (8 qualifiés) le samedi 30 novembre 2019 a 14h 00 .                   |                       |                        |                                |                                                    |                                    |                                                          |
| 1                                                                                   | USM El Harrach        | 1-0                    | ES Ben Aknoun                  | El Bahi 19e                                        | samedi 30 novembre 2019 a 14h00    | stade 20 août 1955 (Alger)                               |
| 2                                                                                   | IB Khemis El Khechna  | 1-2                    | IB Lakhdaria                   | ... / Kiche Mehimoud                               |                                    | à Boumerdes                                              |
| 3                                                                                   | NARB Reghaia          | 2-3 ap                 | ES Sour El Ghozlane            |                                                    |                                    | à Lakhdaria (W. Bouira)                                  |
| 4                                                                                   | ERB Ouled Moussa      | 0-1                    | US Beni Douala                 | Zouache                                            |                                    | à Bordj Ménaiel (W. Boumerdès)                           |
| 5                                                                                   | JS Boumerdes          | 0-3                    | JS Bordj Menaïel               |                                                    |                                    | à Reghaia (W. Alger)                                     |
| 6                                                                                   | JS Tichy              | 1-3                    | JSM Béjaïa                     | Hellal 83e / Zenasni 44e Mokhtar 47e 88e           | samedi 30 novembre 2019 a 14h 00.  | à Béjaïa                                                 |
| 7                                                                                   | Hydra AC              | 3-1                    | USM Draa Ben Khedda            |                                                    |                                    | à Boudouaou (W. Boumerdès)                               |
| 8                                                                                   | MO Bejaïa             | 1-0                    | DRB Baraki                     | Chakhrit 12e                                       | samedi 30 novembre 2019 a 14h 00   | stade 1e novembre 1954 (Tizi-Ouzou)                      |
| Ligue de Blida (5 qualifiés) (4é tour régional) le samedi 30 novembre 2019 a 14h00. |                       |                        |                                |                                                    |                                    |                                                          |
| 1                                                                                   | WA Boufarik           | 2-1 ap                 | SC Aïn Defla                   | ..... .... 119e pen / Boubaker                     | samedi 30-11-2019 a 14h 00.        | à Hadjout (W. Tipaza)                                    |
| 2                                                                                   | IRB Boumedfaa         | 1-0                    | USMM Hadjout                   | Bounadjer                                          |                                    | à Cheffa (W. Blida)                                      |
| 3                                                                                   | CRB Aïn Oussara       | 1-2 ap                 | CR Zaouia                      |                                                    |                                    | stade Mohamed Belkébir - Khemis Miliana (W. Ain Defla)   |
| 4                                                                                   | O Médéa               | 1-0                    | USM Blida                      | Hachem 24e                                         | samedi 30-11-2019 a 14h 00.        | stade Mohamed Boumezrag (Chlef)                          |
| 5                                                                                   | RC Arbaa              | 2-1                    | MS Cherchell                   | Doghmane 61e Zermane 65e / Aidoune 28e             | samedi 30-11-2019 a 14h 00.        | stade des frères Brakni (Blida)                          |
| Ligue d'Oran (7 qualifiés) le samedi 30 novembre 2019 à 14h00.                      |                       |                        |                                |                                                    |                                    |                                                          |
| 1                                                                                   | Nasr Es Senia         | 0-1                    | OM Arzew                       | Bikadji 84e                                        | samedi 30-11-2019 a 14h 00.        | stade Habib Bouakeul (Oran)                              |
| 2                                                                                   | Olympi Sidi Ben-Adda  | 0-1                    | Moustakbel Jeunesse Arzew (d6) | djebbour 55.                                       | samedi 30-11-2019 a14h00.          | stade Allel Toula (Oran)                                 |
| 3                                                                                   | Feth CB Telagh (d5)   | 2-1                    | CR Ain Youcef (d6)             | kouyd merouane 40.yahiaoui mustapha 45 / ......49. | samedi 30 nov 2019 a 14h00.        | stade 1ér novembre 1954 de Ben Badis (W. Sidi Bel-Abbès) |
| 4                                                                                   | ASM Oran              | 0-0 ap t.a.b (3-1)     | RC Relizane                    | /                                                  | samedi 30-11-2019 a 14h 00.        | stade 24 février (Sidi Bel-Abbès)                        |
| 5                                                                                   | JS Sidi Brahim        | 1-1 ap (csa aux t.a.b) | CSA/AS El Marsa                |                                                    |                                    | à Oued-Tlélat (W. Oran)                                  |
| 6                                                                                   | RCB Oued R'hiou       | 0-1 ap                 | USM Oran                       | Bakhet medjahed 105e                               | samedi 30 nov 2019 a 14h00.        | stade benslimane de mostaganem                           |
| 7                                                                                   | SCM Oran              | 1-2                    | WA Tlemcen                     | Bendjelloul 75e / Asli 48e Touil 58e               |                                    | stade Omar Oucief (Ain Témouchent)                       |
| Ligue de Saida (4 qualifies)(6é tour régional) le samedi 30 novembre 2019 a 14h00   |                       |                        |                                |                                                    |                                    |                                                          |
| 1                                                                                   | NRB Lardjem (d5)      | 1-0                    | MC Saida (d2)                  | Bourouina adel 86e                                 | samedi 30-11-2019 a 14h 00.        | stade Hassaine Lakhel (Tighennif)                        |
| 2                                                                                   | IS Tighennif (d4)     | 1-0                    | FCB Frenda                     | ?                                                  | samedi 30-11-2019 a 14h 30.        | à Hassasna (W. Saida)                                    |
| 3                                                                                   | IRB Sougueur          | 1-0                    | WAB Tissemsilt                 | toufik hireche 38.                                 | samedi 30-11-2019 a 14h00.         | stade kaid ahmed de tiaret                               |
| 4                                                                                   | ARB Ghriss            | 2-2 ap (t a b 5-4)     | MB Hassasna                    | chadli 24 . ghorbel 85 / bakhti 41 . bouammama 81. | samedi 30-11-2019 a 14h 00.        | stade messani hamou de ain Kerms (W. Tiaret)             |
| Ligue de Batna (4 qualifiés) le samedi 30 novembre 2019 a 13h 00 .                  |                       |                        |                                |                                                    |                                    |                                                          |
| 1                                                                                   | A Bousaada            | 4-1                    | AB Merouana                    |                                                    |                                    | à Tolga opow (W. Biskra)                                 |
| 2                                                                                   | OB Medjana            | 0-1                    | MSP Batna                      | Yacine Zirek 92e                                   | samedi 30-11-2019 a 13h 00.        | stade ouartel bachir de m'sila                           |
| 3                                                                                   | Mouloudia Oued Chaaba | 2-2 ap (MOC aux t.a.b) | WR M'Sila                      |                                                    | samedi 30-11-2019 a 13 h 00.       | à Ras Layoune opow (W. Batna)                            |
| 4                                                                                   | CRB Ain Yagout        | 0-1                    | USM Khenchela                  | Karoui 75e                                         | samedi 30-11-2019 a 13h 00.        | à Arris opow (W. Batna)                                  |
| Ligue de Annaba (5 qualifies) (5e tour régional) le samedi 30 novembre 2019 à 14h00 |                       |                        |                                |                                                    |                                    |                                                          |
| 1                                                                                   | CRB Dréan             | 0-2                    | USM Annaba                     | Hadef 45e Baleh 58e                                | samedi 30-11-2019 a 14h 00.        | stade Dridi Mokhtar (El-Hadjar)                          |
| 2                                                                                   | ES Guelma             | 1-1 a.p (t.a.b 5-4)    | HAMRA Annaba                   | Kaidi 37e / Abda 60e (csc)                         | samedi 30-11-2019 a 14h00.         | stade Benali Youcef -Tacha (W. Annaba)                   |
| 3                                                                                   | AR Bordj Sobatt       | 2-1                    | IRB El Hadjar                  |                                                    |                                    | stade Souidani (Guelma)                                  |
| 4                                                                                   | CRB Houari Boumediène | 2-1                    | US Bouni                       |                                                    |                                    | stade Naili - Dréan (W. Taref)                           |
| 5                                                                                   | US Tébessa            | 0-2                    | NASR El Fedjoudj               | Yahia 69e Djelailia 81e                            | samedi 30-11-2019 a 14h 00.        | stade Oufroukh Tahar - Sedratta (W. Souk Ahras)          |
| Ligue de Constantine (7 qualifies) le samedi 30 novembre 2019 a 14h 00.             |                       |                        |                                |                                                    |                                    |                                                          |
| 1                                                                                   | FC Bir El-Arch        | 1-0                    | IRB Ain Arnat                  |                                                    | samedi 30-11-2019 a 14h00.         | à Ain Oulmane (W. Sétif)                                 |
| 2                                                                                   | MC El Eulma           | 1-2                    | CB Mila                        |                                                    |                                    | à Chelghoum Laid opow (W. Mila)                          |
| 3                                                                                   | NRB Grarem            | 0-1                    | AB Chelghoum Laïd              | Ben Merzouk 74e                                    | samedi 30-11-2019 a 14h 00.        | à Hamma Bouziane (ville de Constantine)                  |
| 4                                                                                   | CR Village Moussa     | 0-0 ap t.a.b (7-6)     | NRB Téleghma                   | /                                                  |                                    | stade belkacem belaid de mila .                          |
| 5                                                                                   | USM Ain Beida         | 1-2                    | DRB Tadjenanet                 | Mouafek 69e / Akkar 50e Hadji 59e                  | samedi 30-11-2019 a 14h 00.        | à El Khroub (W. Constantin)                              |
| 6                                                                                   | JSM Skikda            | 1-2 a.p                | MO Constantine                 | Betrouni 118e / Meanchi 92e Belmesaoud 112e        | samedi 30-11-2019 a 14h00.         | stade opow rouibah hocine de djidjel .                   |
| 7                                                                                   | US Chaouia            | 0-3                    | AS Khroub                      | Kerkoud 39e 93e Saadi 47e                          | dimanche 1er décembre 2019 a 14h00 | stade bachir khabaza de Telaghma                         |
| Ligue de Ouargla (4 qualifies) le samedi 30 novembre 2019 a 15h00.                  |                       |                        |                                |                                                    |                                    |                                                          |
| 1                                                                                   | Olympic Magrane       | 3-0* (non joué)        | IRB Aflou                      | forfait de Aflou                                   | samedi 30-11-2019 a 15h00          | stade communal Magrane (W. El-Oued)                      |
| 2                                                                                   | CR Béni Thour         | 1-1 ap t.a.b (5-3)     | NRB Touggourt                  |                                                    |                                    | stade communal de Ouargla                                |
| 3                                                                                   | NT Souf               | 1-0                    | ASB Metlili Châamba            |                                                    |                                    | stade communal d'El-Oued                                 |
| 4                                                                                   | IRB Berriane          | 0-0 ap t.a.b (2-3)     | US Souf                        | /                                                  |                                    | stade communal de Berriane                               |
| Ligue de Bechar (4 qualifies) le samedi 30 novembre 2019 a 15h00                    |                       |                        |                                |                                                    |                                    |                                                          |
| 1                                                                                   | US Naama              | 1-1 ap (IRM aux t.a.b) | IR Mecheria                    |                                                    | samedi 30-11-2019 a 13h 00.        | à Ain Sefra                                              |
| 2                                                                                   | NRC Hattaba Adrar     | 0-1                    | CRB Adrar                      |                                                    | samedi 30-11-2019 a 15h 00.        | Adrar opow                                               |
| 3                                                                                   | IRB Fenoughil         | 0-1 ap                 | MC El Bayadh                   |                                                    | samedi 30-11-2016 a 15h00          | à Béchar opow                                            |
| 4                                                                                   | SC Mecheria           | 2-1                    | JRB Taghit                     |                                                    | samedi 30-11-2019 a 15h 00         | à Béni Ouanif                                            |

Les résultats du dernier tour régional tiré sur l'instance du ligue inter région de football algérienne.

## Trente-deuxièmes de finale
Source : .ligue nationale de football amateur algerie et presse écrite algérienne .( el hade. le buteur..et el balegh erriyadhi )..
| 26 décembre 2019           | Paradou AC                                                                | 5 - 0   | FC Bir El-Arch |                                                                                             |                                                                                             |
| 14:00( numéro du match ;1) | Messiaid 28e Mouali 56e Kissmoune 73e (pen.) 81e Zerrouki 82e             | (1 - 0) |                | Stade Omar Hamadi de Bologhine (Alger) Spectateurs : faible Arbitrage : Allou (Mokrane/Rih) | Stade Omar Hamadi de Bologhine (Alger) Spectateurs : faible Arbitrage : Allou (Mokrane/Rih) |
| 14:00( numéro du match ;1) | El Hadef numero 4798 du samedi 28 décembre 2019 page 14. (édition centre) |         |                | Stade Omar Hamadi de Bologhine (Alger) Spectateurs : faible Arbitrage : Allou (Mokrane/Rih) | Stade Omar Hamadi de Bologhine (Alger) Spectateurs : faible Arbitrage : Allou (Mokrane/Rih) |

| 26 décembre 2019              | ASO Chlef                                                 | 6 - 1   | US Beni Douala     | | |
| 14:00 ( numéro du match ;20 ) | Benothmane 39e 53e 75e Djahel 35e Allili 59e Fellahi 80e  | (2 - 0) | Abaaziz 92e (pen.) | Stade Opow Mohamed Boumezrag (Chlef) Spectateurs : faible Arbitrage : maasakri ( hadji / zerrouki ) . | Stade Opow Mohamed Boumezrag (Chlef) Spectateurs : faible Arbitrage : maasakri ( hadji / zerrouki ) . |
| 14:00 ( numéro du match ;20 ) | el hadef numero 4798 du samedi 28 décembre 2019 page 12.. |         |                    | Stade Opow Mohamed Boumezrag (Chlef) Spectateurs : faible Arbitrage : maasakri ( hadji / zerrouki ) . | Stade Opow Mohamed Boumezrag (Chlef) Spectateurs : faible Arbitrage : maasakri ( hadji / zerrouki ) . |

| 26 décembre 2019             | IR Boumedfaa                                  | 3 - 0   | NT Souf |                                                     |                                                     |
| 14:00 ( numéro du match ;5 ) | Harizi 12e Boumediéne 27e Aida 71e            | (2 - 0) |         | Stade communal de boumadfaa Spectateurs : nombreuse | Stade communal de boumadfaa Spectateurs : nombreuse |
| 14:00 ( numéro du match ;5 ) | news vidéos; fr ;farid 195; 1592287160909601. |         |         | Stade communal de boumadfaa Spectateurs : nombreuse | Stade communal de boumadfaa Spectateurs : nombreuse |

| 26 décembre 2019              | AS Khroub                                                                 | 2 - 1   | JS Bordj Menaiel | | |
| 14:00 ( numéro du match ; 7 ) | Mouci 4e 35e                                                              | (2 - 0) | dedeche 88.      | stade communal abed hamdani d'el khroub . Spectateurs : moyenne Arbitrage : aouina ( dilmi / amroune ) | stade communal abed hamdani d'el khroub . Spectateurs : moyenne Arbitrage : aouina ( dilmi / amroune ) |
| 14:00 ( numéro du match ; 7 ) | el hadef numéro 4798 du samedi 28 décembre 2019 page 19 ( édition est ) . |         |                  | stade communal abed hamdani d'el khroub . Spectateurs : moyenne Arbitrage : aouina ( dilmi / amroune ) | stade communal abed hamdani d'el khroub . Spectateurs : moyenne Arbitrage : aouina ( dilmi / amroune ) |

| 26 décembre 2019             | CSA/AS El Marsa                                                     | 2 - 0   | ES Sour El Ghozlane | | |
| 14:00 ( numéro du match; 9 ) | Ayed 43e Ournidi 46e                                                | (1 - 0) |                     | stade communal fréres othmani de mers el kébir - oran Spectateurs : affluence moyenne Arbitrage : bettouche assisté de m;m ;mokrane et benarbia . | stade communal fréres othmani de mers el kébir - oran Spectateurs : affluence moyenne Arbitrage : bettouche assisté de m;m ;mokrane et benarbia . |
| 14:00 ( numéro du match; 9 ) | el balegh erriyadhi numéro 1376 du samedi 28 décembre 2019 page 13. |         |                     | stade communal fréres othmani de mers el kébir - oran Spectateurs : affluence moyenne Arbitrage : bettouche assisté de m;m ;mokrane et benarbia . | stade communal fréres othmani de mers el kébir - oran Spectateurs : affluence moyenne Arbitrage : bettouche assisté de m;m ;mokrane et benarbia . |

| 26 décembre 2019               | ARB Ghriss                                                          | 3 - 0   | M Oued Chaaba | | |
| 14:00 ( numéro du match ; 11 ) | Moussa Laid 68e 76e Oussama Benaoumeur 86e                          | (0 - 0) |               | stade communal boudjellal el aousedj de ghriss. Spectateurs : forte (3 000 spéctateurs. capacité du stade ) Arbitrage : sardjene assisté de m;m ;dellali et kelaili | stade communal boudjellal el aousedj de ghriss. Spectateurs : forte (3 000 spéctateurs. capacité du stade ) Arbitrage : sardjene assisté de m;m ;dellali et kelaili |
| 14:00 ( numéro du match ; 11 ) | el balegh erriyadhi numéro 1376 du samedi 28 décembre 2019 page 12. |         |               | stade communal boudjellal el aousedj de ghriss. Spectateurs : forte (3 000 spéctateurs. capacité du stade ) Arbitrage : sardjene assisté de m;m ;dellali et kelaili | stade communal boudjellal el aousedj de ghriss. Spectateurs : forte (3 000 spéctateurs. capacité du stade ) Arbitrage : sardjene assisté de m;m ;dellali et kelaili |

| 26 décembre 2019               | MC El Bayadh      | 0 - 0 ap 4 - 3 t. a. b. | IB Lakhdaria |                          |                          |
| 14:00 ( numéro du match ; 19 ) |                   | (0 - 0)                 |              | stade opow d'el bayadh . | stade opow d'el bayadh . |
| 14:00 ( numéro du match ; 19 ) | Tirs au but 4 - 3 |                         |              | stade opow d'el bayadh . | stade opow d'el bayadh . |

| 26 décembre 2019               | WA Boufarik                                              | 3 - 1 ap | USM Oran       | | |
| 14:00 ( numéro du match ; 27 ) | Hazzi 23e Oudni 98e Maameri 110e                         | (1 - 0)  | Benouadene 70e | stade communal reggaz mohamed de boufarik . Spectateurs : moyenne Arbitrage : el arbi ( arezki / ziyed ) | stade communal reggaz mohamed de boufarik . Spectateurs : moyenne Arbitrage : el arbi ( arezki / ziyed ) |
| 14:00 ( numéro du match ; 27 ) | el hadef numero 4798 du samedi 28 décembre 2019 page 19. |          |                | stade communal reggaz mohamed de boufarik . Spectateurs : moyenne Arbitrage : el arbi ( arezki / ziyed ) | stade communal reggaz mohamed de boufarik . Spectateurs : moyenne Arbitrage : el arbi ( arezki / ziyed ) |

| 26 décembre 2019               | A Bordj Sobatt                                           | 1 - 3   | NA Hussein Dey                                | | |
| 14:30 ( numéro du match ; 31 ) | Labsir 83e (pen.)                                        | (0 - 1) | Ait El Hadi 22e Ait Ferguene 48e Boutmane 80e | stade opow souidani boudjemaa de guelma . Spectateurs : moyenne Arbitrage : benattia ( bazel / sougueur ) | stade opow souidani boudjemaa de guelma . Spectateurs : moyenne Arbitrage : benattia ( bazel / sougueur ) |
| 14:30 ( numéro du match ; 31 ) | el hadef numéro 4798 du samedi 28 décembre 2019 page 13. |         |                                               | stade opow souidani boudjemaa de guelma . Spectateurs : moyenne Arbitrage : benattia ( bazel / sougueur ) | stade opow souidani boudjemaa de guelma . Spectateurs : moyenne Arbitrage : benattia ( bazel / sougueur ) |

| 26 décembre 2019               | MC Oran                                                            | 6 - 1   | MJ Arzew     | | |
| 16:00 ( numéro du match ; 12 ) | Frifer 34e Mellal 47e Nadji 51e Guertil 57e 72e Azmani 81e         | (1 - 1) | Boumaaza 17e | stade opow ahmed zabana d'oran . Spectateurs : affluence faible Arbitrage : zouaoui secondé par zemit et benaoui . | stade opow ahmed zabana d'oran . Spectateurs : affluence faible Arbitrage : zouaoui secondé par zemit et benaoui . |
| 16:00 ( numéro du match ; 12 ) | El Balegh Erriyadhi numéro 1376 du samedi 28 décembre 2019 page 4. |         |              | stade opow ahmed zabana d'oran . Spectateurs : affluence faible Arbitrage : zouaoui secondé par zemit et benaoui . | stade opow ahmed zabana d'oran . Spectateurs : affluence faible Arbitrage : zouaoui secondé par zemit et benaoui . |

| 26 décembre 2019              | JSM Bejaia                                              | 2 - 2 ap 7 - 8 t. a. b. | ES Setif               | | |
| 18:45 (numéro du match ; 23 ) | Maamar Youcef 38e Khedairia 42e (csc)                   | (2 - 1)                 | Kendouci 32e Touré 61e | stade opow de l'union maghrébin de Béjaia Spectateurs : faible Arbitrage : benyahia ( maghlout / bahloul ) | stade opow de l'union maghrébin de Béjaia Spectateurs : faible Arbitrage : benyahia ( maghlout / bahloul ) |
| 18:45 (numéro du match ; 23 ) | el hadef numéro 4798 du samedi 28 décembre 2019 page 9. |                         |                        | stade opow de l'union maghrébin de Béjaia Spectateurs : faible Arbitrage : benyahia ( maghlout / bahloul ) | stade opow de l'union maghrébin de Béjaia Spectateurs : faible Arbitrage : benyahia ( maghlout / bahloul ) |
| 18:45 (numéro du match ; 23 ) | Tirs au but 7 - 8                                       |                         |                        | stade opow de l'union maghrébin de Béjaia Spectateurs : faible Arbitrage : benyahia ( maghlout / bahloul ) | stade opow de l'union maghrébin de Béjaia Spectateurs : faible Arbitrage : benyahia ( maghlout / bahloul ) |

| 28 décembre 2019 | CR Village Moussa                                                    | 2 - 0   | WA Tlemcen | | |
| 14:00            | Boukef 17e Yessaad 69e                                               | (1 - 0) |            | stade municipal colonel amirouche de jijel Spectateurs : moyenne Arbitrage : boucetta ( aseklou / toudja ) | stade municipal colonel amirouche de jijel Spectateurs : moyenne Arbitrage : boucetta ( aseklou / toudja ) |
| 14:00            | al balegh erriyadhi numéro 1377 du dimanche 29 décembre 2019 page 7. |         |            | stade municipal colonel amirouche de jijel Spectateurs : moyenne Arbitrage : boucetta ( aseklou / toudja ) | stade municipal colonel amirouche de jijel Spectateurs : moyenne Arbitrage : boucetta ( aseklou / toudja ) |

| 28 décembre 2019 | CB Mila                                                                    | 0 - 0 ap 4 - 5 t. a. b. | A Bou Saada | | |
| 14:00            |                                                                            | (0 - 0)                 |             | stade chahid belkacem belaid de mila . Spectateurs : nombreuse Arbitrage : necib( bayoudh / ghazali ) | stade chahid belkacem belaid de mila . Spectateurs : nombreuse Arbitrage : necib( bayoudh / ghazali ) |
| 14:00            | el hadef ( version est ) numéro 4799 du dimanche 29 décembre 2019 page 19. |                         |             | stade chahid belkacem belaid de mila . Spectateurs : nombreuse Arbitrage : necib( bayoudh / ghazali ) | stade chahid belkacem belaid de mila . Spectateurs : nombreuse Arbitrage : necib( bayoudh / ghazali ) |
| 14:00            | Tirs au but 4 - 5                                                          |                         |             | stade chahid belkacem belaid de mila . Spectateurs : nombreuse Arbitrage : necib( bayoudh / ghazali ) | stade chahid belkacem belaid de mila . Spectateurs : nombreuse Arbitrage : necib( bayoudh / ghazali ) |

| 28 décembre 2019 | ASM Oran                                                        | 5 - 0   | Hydra AC |                                                                                             |                                                                                             |
| 14:00            | Saci 20e Botiche 45e (pen.) Benrekia 54e Ramdane Hitala 84e 92e | (2 - 0) |          | stade habib bouakeul d'oran Spectateurs : faible Arbitrage : griche ( bougoufa / benaboud ) | stade habib bouakeul d'oran Spectateurs : faible Arbitrage : griche ( bougoufa / benaboud ) |
| 14:00            | al balagh erriyadhi 1377 du dimanche 29 décembre 2019 page 9.   |         |          | stade habib bouakeul d'oran Spectateurs : faible Arbitrage : griche ( bougoufa / benaboud ) | stade habib bouakeul d'oran Spectateurs : faible Arbitrage : griche ( bougoufa / benaboud ) |

| 28 décembre 2019 | CRB Adrar                 | 2 - 1 | FCB Telagh | | |
| 14:00            |                           | (-)   |            | stade opow de adrar Spectateurs : faible Arbitrage : arbitre ; m; benhamou ahmed ( ligue de béchar ). | stade opow de adrar Spectateurs : faible Arbitrage : arbitre ; m; benhamou ahmed ( ligue de béchar ). |
| 14:00            | face book du crb telagh . |       |            | stade opow de adrar Spectateurs : faible Arbitrage : arbitre ; m; benhamou ahmed ( ligue de béchar ). | stade opow de adrar Spectateurs : faible Arbitrage : arbitre ; m; benhamou ahmed ( ligue de béchar ). |

| 28 décembre 2019 | CRB Houari Boumediene     | 0 - 2  | CR Zaouia                |                                                                                      |                                                                                      |
| 14:00            |                           | (0 -1) | djebbar nasredine 5 , 55 | stade communal bouaziz el amri de oued zenati ( w .de guelma ) Spectateurs : moyenne | stade communal bouaziz el amri de oued zenati ( w .de guelma ) Spectateurs : moyenne |
| 14:00            | face book www cr zaouia . |        |                          | stade communal bouaziz el amri de oued zenati ( w .de guelma ) Spectateurs : moyenne | stade communal bouaziz el amri de oued zenati ( w .de guelma ) Spectateurs : moyenne |

| 28 décembre 2019 | ES Guelma                                                                | 0 - 0 ap 4 - 1 t. a. b. | USM El Harrach | | |
| 14:00            |                                                                          | (0 - 0)                 |                | stade opow chahid souidani boudjemaa de guelma . Spectateurs : nombreuse Arbitrage : achouri ( temmane / benhamouda ) | stade opow chahid souidani boudjemaa de guelma . Spectateurs : nombreuse Arbitrage : achouri ( temmane / benhamouda ) |
| 14:00            | el hadef (version est ) numero 4799 du dimanche 29 décembre 2019 page 19 |                         |                | stade opow chahid souidani boudjemaa de guelma . Spectateurs : nombreuse Arbitrage : achouri ( temmane / benhamouda ) | stade opow chahid souidani boudjemaa de guelma . Spectateurs : nombreuse Arbitrage : achouri ( temmane / benhamouda ) |
| 14:00            | Tirs au but 4 - 1                                                        |                         |                | stade opow chahid souidani boudjemaa de guelma . Spectateurs : nombreuse Arbitrage : achouri ( temmane / benhamouda ) | stade opow chahid souidani boudjemaa de guelma . Spectateurs : nombreuse Arbitrage : achouri ( temmane / benhamouda ) |

| 28 décembre 2019 | SC Mecheria                                                           | 1 - 0   | OM Arzew |                                                                            |                                                                            |
| 14:00            | Benseha 84e                                                           | (0 - 0) |          | stade 20 aout 1955 de mécheria . Spectateurs : nombreuse Arbitrage : hamel | stade 20 aout 1955 de mécheria . Spectateurs : nombreuse Arbitrage : hamel |
| 14:00            | al balagh erriyadhi numero 1377 du dimanche 29 décembre 2019 page 11. |         |          | stade 20 aout 1955 de mécheria . Spectateurs : nombreuse Arbitrage : hamel | stade 20 aout 1955 de mécheria . Spectateurs : nombreuse Arbitrage : hamel |

| 28 décembre 2019 | NRB Lardjem                                             | 0 - 0 ap 0 - 3 t. a. b. | AB Chelghoum Laid                                     | | |
| 14:00            | tirs au but;les trois tirs du nrb lardjem ratés !       | (0 - 0)                 | tirs au but ;1-bougatoucha . 2- fricha . 3- benslim . | stade opow de tissemsilt . Spectateurs : faible Arbitrage : bounneoua ahmed ( hamani rafik / hor ahmed ) . | stade opow de tissemsilt . Spectateurs : faible Arbitrage : bounneoua ahmed ( hamani rafik / hor ahmed ) . |
| 14:00            | el balegh erriyadi numero 1377 du d 29-12-2019 page 16. |                         |                                                       | stade opow de tissemsilt . Spectateurs : faible Arbitrage : bounneoua ahmed ( hamani rafik / hor ahmed ) . | stade opow de tissemsilt . Spectateurs : faible Arbitrage : bounneoua ahmed ( hamani rafik / hor ahmed ) . |
| 14:00            | Tirs au but 0 - 3                                       |                         |                                                       | stade opow de tissemsilt . Spectateurs : faible Arbitrage : bounneoua ahmed ( hamani rafik / hor ahmed ) . | stade opow de tissemsilt . Spectateurs : faible Arbitrage : bounneoua ahmed ( hamani rafik / hor ahmed ) . |

| 28 décembre 2019 | MSP Batna                                                                  | 3 - 2 ap | IRB Sougueur               | | |
| 14:00            | idiou amir 16. aloui souhail 62 . ayad 95.                                 | (1 - 1)  | boukhlifa 12 . hireche 73. | stade opow 1er novembre 54 de batna . Spectateurs : moyenne Arbitrage : brahim ( badeche / boulgrinet ) | stade opow 1er novembre 54 de batna . Spectateurs : moyenne Arbitrage : brahim ( badeche / boulgrinet ) |
| 14:00            | el hadef ( version est ) numero 4799 du dimanche 29 décembre 2019 page 18. |          |                            | stade opow 1er novembre 54 de batna . Spectateurs : moyenne Arbitrage : brahim ( badeche / boulgrinet ) | stade opow 1er novembre 54 de batna . Spectateurs : moyenne Arbitrage : brahim ( badeche / boulgrinet ) |

| 28 décembre 2019 | CR Beni Thour                                                             | 0 - 2   | USM Annaba                       | | |
| 14:00            |                                                                           | (1 - 0) | el houari youcef 16 90+2 s pen . | stade 24 février 1971( la silece ) de ouargla Spectateurs : nombreuse Arbitrage : ibrir ( kechida / chellali ) | stade 24 février 1971( la silece ) de ouargla Spectateurs : nombreuse Arbitrage : ibrir ( kechida / chellali ) |
| 14:00            | el hadef (version est ) numero 4799 du dimanche 29 décembre 2019 page 17. |         |                                  | stade 24 février 1971( la silece ) de ouargla Spectateurs : nombreuse Arbitrage : ibrir ( kechida / chellali ) | stade 24 février 1971( la silece ) de ouargla Spectateurs : nombreuse Arbitrage : ibrir ( kechida / chellali ) |

| 28 décembre 2019 | O. Médéa                                                              | 3 - 0   | MO Bejaia |                                                                                                |                                                                                                |
| 14:00            | lakroum 31. 63. el ghomari 90+3.                                      | (1 - 0) |           | stade opow imam lyés de médea Spectateurs : faible Arbitrage : sakhraoui ( doulache / henni ). | stade opow imam lyés de médea Spectateurs : faible Arbitrage : sakhraoui ( doulache / henni ). |
| 14:00            | el hadef 20é année. numéro 4799 du dimanche 29 décembre 2019 page 16. |         |           | stade opow imam lyés de médea Spectateurs : faible Arbitrage : sakhraoui ( doulache / henni ). | stade opow imam lyés de médea Spectateurs : faible Arbitrage : sakhraoui ( doulache / henni ). |

| 28 décembre 2019 | US Souf                                                        | 1 - 3 | USM Bel-Abbès             | | |
| 14:00            | kheir 80                                                       | (-)   | soltani 47.75 .gherbi 65. | stade 20 aout 1955 de taksebt(w el oued) Spectateurs : nombreuse Arbitrage : ait amara ( semsoum ) / laagab ) | stade 20 aout 1955 de taksebt(w el oued) Spectateurs : nombreuse Arbitrage : ait amara ( semsoum ) / laagab ) |
| 14:00            | l'echo d'oran numéo 5922 du dimanche 29 décembre 2019 page 23. |       |                           | stade 20 aout 1955 de taksebt(w el oued) Spectateurs : nombreuse Arbitrage : ait amara ( semsoum ) / laagab ) | stade 20 aout 1955 de taksebt(w el oued) Spectateurs : nombreuse Arbitrage : ait amara ( semsoum ) / laagab ) |

| 28 décembre 2019 | IS Tighennif                                                          | 0 - 2   | CR Belouizdad             | | |
| 14:00            |                                                                       | (0 - 1) | belahouél 32. saayoud 69. | stade communal hassaine lakhel de tighennif . Spectateurs : nombreuse Arbitrage : belaamri abdelmouméne ( boulaghma badreddine / belaamri khaled ) . | stade communal hassaine lakhel de tighennif . Spectateurs : nombreuse Arbitrage : belaamri abdelmouméne ( boulaghma badreddine / belaamri khaled ) . |
| 14:00            | al balegh erriyadhi numéro 1377 du dimanche 29 décembre 2019 page 15. |         |                           | stade communal hassaine lakhel de tighennif . Spectateurs : nombreuse Arbitrage : belaamri abdelmouméne ( boulaghma badreddine / belaamri khaled ) . | stade communal hassaine lakhel de tighennif . Spectateurs : nombreuse Arbitrage : belaamri abdelmouméne ( boulaghma badreddine / belaamri khaled ) . |

| 28 décembre 2019 | RC Arbaa                                                        | 1 - 0   | MO Constantine | | |
| 14:00            | boughalia 18                                                    | (1 - 0) |                | stade municipal smail makhlouf de l'arbaa . Spectateurs : nombreuse Arbitrage : bouzerar ( kadem / rahmoun ) | stade municipal smail makhlouf de l'arbaa . Spectateurs : nombreuse Arbitrage : bouzerar ( kadem / rahmoun ) |
| 14:00            | l'echo d'oran numéro 5922 du dimanche 29 décembre 2019 page 23. |         |                | stade municipal smail makhlouf de l'arbaa . Spectateurs : nombreuse Arbitrage : bouzerar ( kadem / rahmoun ) | stade municipal smail makhlouf de l'arbaa . Spectateurs : nombreuse Arbitrage : bouzerar ( kadem / rahmoun ) |

| 28 décembre 2019 | MC Alger                                                                   | 2 - 1 ap | O Magrane      | | |
| 16:00            | frioui 41 . bourdim 95.                                                    | (1 - 1)  | bendekiche 38. | stade omar hamadi de bologhine ( alger ) . Spectateurs : moyenne Arbitrage : meziani ( louz / khaladi ) . | stade omar hamadi de bologhine ( alger ) . Spectateurs : moyenne Arbitrage : meziani ( louz / khaladi ) . |
| 16:00            | el hadef ( version est ) numero 4799 du dimanche 29 décembre 2019 page 14. |          |                | stade omar hamadi de bologhine ( alger ) . Spectateurs : moyenne Arbitrage : meziani ( louz / khaladi ) . | stade omar hamadi de bologhine ( alger ) . Spectateurs : moyenne Arbitrage : meziani ( louz / khaladi ) . |

| 28 décembre 2019 | CS Constantine                                                            | 4 - 1   | NC Magra    | | |
| 17:30            | benayada hassen 18 . el amri 45 . boucheriha 51 . amokrane 83             | (2 - 1) | dhamene 38. | stade opow chahid hamlaoui de constantine . Spectateurs : moyenne Arbitrage : saidi ( hadj said / miraoui ) | stade opow chahid hamlaoui de constantine . Spectateurs : moyenne Arbitrage : saidi ( hadj said / miraoui ) |
| 17:30            | el hadef ( version est ) numero 4799 du dimanche 29 decembre 2019 page 8. |         |             | stade opow chahid hamlaoui de constantine . Spectateurs : moyenne Arbitrage : saidi ( hadj said / miraoui ) | stade opow chahid hamlaoui de constantine . Spectateurs : moyenne Arbitrage : saidi ( hadj said / miraoui ) |

| 28 décembre 2019 | CA Bordj Bou Arreridj                                                      | 3 - 1   | IR Mecheria | | |
| 17:30            | arrouci kheireddine 27. kadacha 65 . belmokhtar 84.                        | (1 - 1) | kenanda 21. | stade opow 20 aout 1955 de bordj bou arréridj . Spectateurs : faible . Arbitrage : nader ( bouhassoune / laaribi ) . | stade opow 20 aout 1955 de bordj bou arréridj . Spectateurs : faible . Arbitrage : nader ( bouhassoune / laaribi ) . |
| 17:30            | el hadef ( edition est ) numero 4799 du dimanche 29 decembre 2019 page 7 . |         |             | stade opow 20 aout 1955 de bordj bou arréridj . Spectateurs : faible . Arbitrage : nader ( bouhassoune / laaribi ) . | stade opow 20 aout 1955 de bordj bou arréridj . Spectateurs : faible . Arbitrage : nader ( bouhassoune / laaribi ) . |

| 28 décembre 2019 | JS Saoura                                                            | 3 - 0   | DRB Tadjenanet | | |
| 17 ; 30          | hamidi 16 sp . hamia 45 . mesaoudi 90.                               | (2 - 0) |                | stade 20aout 1955 de béchar . Spectateurs : faible Arbitrage : bouabdallah ( serradj / abdelouahed ) . | stade 20aout 1955 de béchar . Spectateurs : faible Arbitrage : bouabdallah ( serradj / abdelouahed ) . |
| 17 ; 30          | al balagh erriyadhi numéro 1377 du dimanche 29 décembre 2019 page 5. |         |                | stade 20aout 1955 de béchar . Spectateurs : faible Arbitrage : bouabdallah ( serradj / abdelouahed ) . | stade 20aout 1955 de béchar . Spectateurs : faible Arbitrage : bouabdallah ( serradj / abdelouahed ) . |

| 29 décembre 2019 | Nasr El Fedjoudj                                                        | 1 - 2   | US Biskra                 | | |
| 14:00            | kara 43                                                                 | (1 - 1) | dekhia 17 sp . seghir 81. | stade opow Souidani boudjemaa de guelma Spectateurs : moyenne Arbitrage : bahloul ( saadi / guessoum ) | stade opow Souidani boudjemaa de guelma Spectateurs : moyenne Arbitrage : bahloul ( saadi / guessoum ) |
| 14:00            | el-hadef ( édition est ) numéro 4800 du lundi 30 décembre 2019 page 11. |         |                           | stade opow Souidani boudjemaa de guelma Spectateurs : moyenne Arbitrage : bahloul ( saadi / guessoum ) | stade opow Souidani boudjemaa de guelma Spectateurs : moyenne Arbitrage : bahloul ( saadi / guessoum ) |

| 5 janvier 2020 | AS Ain M'lila                                          | 1 - 0 a. p. | JS Kabylie | | |
| 14:00          | tiaiba 94e (pen.)                                      | (0 - 0)     |            | stade touhami zoubir de ain m'lila . Spectateurs : nombreuse . Arbitrage : bekouassa ( bounoua / rimouche ) . | stade touhami zoubir de ain m'lila . Spectateurs : nombreuse . Arbitrage : bekouassa ( bounoua / rimouche ) . |
| 14:00          | le buteur numéro 4651 du lundi 6 janvier 2020 page 4 . |             |            | stade touhami zoubir de ain m'lila . Spectateurs : nombreuse . Arbitrage : bekouassa ( bounoua / rimouche ) . | stade touhami zoubir de ain m'lila . Spectateurs : nombreuse . Arbitrage : bekouassa ( bounoua / rimouche ) . |

| 5 janvier 2020 | USM Alger                                                                                        | 6 - 1   | USM Khenchela |                                                                                            |                                                                                            |
| 16:00          | Aimen Mahious 7e (pen.) 67e 43e · Billel Benhamouda 22e · Walid Ardji 54e · Adem Redjehimi 90+2e | (3 - 1) | krioui 25 e   | stade omar hamadi alger . Spectateurs : faible Arbitrage : saidi ( hadj said / meraoui ) . | stade omar hamadi alger . Spectateurs : faible Arbitrage : saidi ( hadj said / meraoui ) . |
| 16:00          | le buteur numero 4651 du lundi 6 janvier 2020 page 7 .                                           |         |               | stade omar hamadi alger . Spectateurs : faible Arbitrage : saidi ( hadj said / meraoui ) . | stade omar hamadi alger . Spectateurs : faible Arbitrage : saidi ( hadj said / meraoui ) . |

## Seizièmes de finale
Source : .presse ecrite algerienne ( le buteur et el hadef )....
| 2 janvier 2020 | ASO Chlef                                              | 3 - 1 a. p. | IR Boumedfaa | | |
| 14:00          | Mohamed Rafid Arab 29e 119e (pen.) · Said Fellahi 107e | (1 - 0)     | 68e Meziane  | Stade Mohamed-Boumezrag Spectateurs : Faible Arbitrage : Hamza Bouslimani (Amar Khoudja et Rachedi) | Stade Mohamed-Boumezrag Spectateurs : Faible Arbitrage : Hamza Bouslimani (Amar Khoudja et Rachedi) |
| 14:00          | [ 2 ]                                                  |             |              | Stade Mohamed-Boumezrag Spectateurs : Faible Arbitrage : Hamza Bouslimani (Amar Khoudja et Rachedi) | Stade Mohamed-Boumezrag Spectateurs : Faible Arbitrage : Hamza Bouslimani (Amar Khoudja et Rachedi) |

| 2 janvier 2020 | SC Mecheria | 0 - 2   | USM Bel-Abbès                            | | |
| 14:00          |             | (0 - 1) | Litt Abdelaziz 31e · Mohamed Soltani 65e | Stade communal Guesbaoui de Mécheria Spectateurs : Nombreuse Arbitrage : Bendjahen (Amari et Arraf) | Stade communal Guesbaoui de Mécheria Spectateurs : Nombreuse Arbitrage : Bendjahen (Amari et Arraf) |
| 14:00          | [ 3 ]       |         |                                          | Stade communal Guesbaoui de Mécheria Spectateurs : Nombreuse Arbitrage : Bendjahen (Amari et Arraf) | Stade communal Guesbaoui de Mécheria Spectateurs : Nombreuse Arbitrage : Bendjahen (Amari et Arraf) |

| 2 janvier 2020 | USM Annaba                 | 2 - 0   | CR Village Moussa |                                                                                       |                                                                                       |
| 15:00          | Kharoubi 18e · Medaffi 72e | (1 - 0) |                   | Stade 19 mai 1956 Spectateurs : Moyenne Arbitrage : Abid Charef (Boulfelfel et Amira) | Stade 19 mai 1956 Spectateurs : Moyenne Arbitrage : Abid Charef (Boulfelfel et Amira) |
| 15:00          | [ 2 ]                      |         |                   | Stade 19 mai 1956 Spectateurs : Moyenne Arbitrage : Abid Charef (Boulfelfel et Amira) | Stade 19 mai 1956 Spectateurs : Moyenne Arbitrage : Abid Charef (Boulfelfel et Amira) |

| 2 janvier 2020 | MC Oran                             | 3 - 0   | ARB Ghriss       |                                                                                       |                                                                                       |
| 17:00          | Nadji 23e · Hamidi 32e · Frifer 41e | (3 - 0) | 50e (pen.) Attou | Stade Ahmed-Zabana Spectateurs : Moyenne Arbitrage : Amar Khoudja (Slaouadji / Henni) | Stade Ahmed-Zabana Spectateurs : Moyenne Arbitrage : Amar Khoudja (Slaouadji / Henni) |
| 17:00          | [ 4 ]                               |         |                  | Stade Ahmed-Zabana Spectateurs : Moyenne Arbitrage : Amar Khoudja (Slaouadji / Henni) | Stade Ahmed-Zabana Spectateurs : Moyenne Arbitrage : Amar Khoudja (Slaouadji / Henni) |

| 4 janvier 2020 | A Bou Saada           | 2 - 0   | CR Zaouia |                                                                                                   |                                                                                                   |
| 14:00          | Talbi 39e · Baali 79e | (1 - 0) |           | Stade Bachir Ouartilane de M'sila Spectateurs : Faible Arbitrage : Benyahia (Maghlout / Bahloul ) | Stade Bachir Ouartilane de M'sila Spectateurs : Faible Arbitrage : Benyahia (Maghlout / Bahloul ) |
| 14:00          | [ 5 ]                 |         |           | Stade Bachir Ouartilane de M'sila Spectateurs : Faible Arbitrage : Benyahia (Maghlout / Bahloul ) | Stade Bachir Ouartilane de M'sila Spectateurs : Faible Arbitrage : Benyahia (Maghlout / Bahloul ) |

| 4 janvier 2020 | ES Guelma                 | 2 - 1   | MSP Batna    |                                                                                        |                                                                                        |
| 14:00          | Hamouda 45e · Krimane 76e | (1 - 1) | 26e Mezhoudi | Stade Souidani-Boudjemaa Spectateurs : Nombreuse Arbitrage : Hansal (Azrine / Rahmine) | Stade Souidani-Boudjemaa Spectateurs : Nombreuse Arbitrage : Hansal (Azrine / Rahmine) |
| 14:00          | [ 6 ]                     |         |              | Stade Souidani-Boudjemaa Spectateurs : Nombreuse Arbitrage : Hansal (Azrine / Rahmine) | Stade Souidani-Boudjemaa Spectateurs : Nombreuse Arbitrage : Hansal (Azrine / Rahmine) |

| 4 janvier 2020 | O Médéa | 0 - 1   | CR Belouizdad |                                                                                |                                                                                |
| 14:00          |         | (0 - 0) | 72e Bouchar   | Stade Imam Lyes Spectateurs : Nombreuse Arbitrage : Ghorbal (Etchiali / Ayad ) | Stade Imam Lyes Spectateurs : Nombreuse Arbitrage : Ghorbal (Etchiali / Ayad ) |
| 14:00          | [ 7 ]   |         |               | Stade Imam Lyes Spectateurs : Nombreuse Arbitrage : Ghorbal (Etchiali / Ayad ) | Stade Imam Lyes Spectateurs : Nombreuse Arbitrage : Ghorbal (Etchiali / Ayad ) |

| 4 janvier 2020 | CA Bordj Bou Arreridj | 1 - 0   | AS Khroub | | |
| 15:00          | Amrane 14e            | (1 - 0) |           | Stade du 20-Août-1955 (Bordj Bou Arreridj) Spectateurs : Moyenne Arbitrage : Slimani (Meghni / Chouich) | Stade du 20-Août-1955 (Bordj Bou Arreridj) Spectateurs : Moyenne Arbitrage : Slimani (Meghni / Chouich) |
| 15:00          | [ 8 ]                 |         |           | Stade du 20-Août-1955 (Bordj Bou Arreridj) Spectateurs : Moyenne Arbitrage : Slimani (Meghni / Chouich) | Stade du 20-Août-1955 (Bordj Bou Arreridj) Spectateurs : Moyenne Arbitrage : Slimani (Meghni / Chouich) |

| 4 janvier 2020 | AB Chelghoum Laid | 1 - 5   | ES Sétif                                                                     | | |
| 14:00          | Ben merzouk 91e   | (0 - 2) | 26e Kendouci · 42e 72e Malik Touré · 53e Ghacha Houssam · 62e (pen.) Djahnit | Stade 11 Décembre 1960 de Chelghoum-Laid . Spectateurs : Nombreuse Arbitrage : Bahloul (Guessoum / Saadi) | Stade 11 Décembre 1960 de Chelghoum-Laid . Spectateurs : Nombreuse Arbitrage : Bahloul (Guessoum / Saadi) |
| 14:00          | [ 9 ]             |         |                                                                              | Stade 11 Décembre 1960 de Chelghoum-Laid . Spectateurs : Nombreuse Arbitrage : Bahloul (Guessoum / Saadi) | Stade 11 Décembre 1960 de Chelghoum-Laid . Spectateurs : Nombreuse Arbitrage : Bahloul (Guessoum / Saadi) |

| 5 janvier 2020 | CSA/AS El Marsa | 0 - 1   | US Biskra             |                                                                                                |                                                                                                |
| 14:00          |                 | (0 - 0) | Boukarroum 52e (pen.) | Stade Fréres Athmani - Marsa (Oran ) Spectateurs : Nombreuse Arbitrage : Mial (Chebala / Idir) | Stade Fréres Athmani - Marsa (Oran ) Spectateurs : Nombreuse Arbitrage : Mial (Chebala / Idir) |
| 14:00          | [ 10 ]          |         |                       | Stade Fréres Athmani - Marsa (Oran ) Spectateurs : Nombreuse Arbitrage : Mial (Chebala / Idir) | Stade Fréres Athmani - Marsa (Oran ) Spectateurs : Nombreuse Arbitrage : Mial (Chebala / Idir) |

| 5 janvier 2020 | RC Arba               | 1 - 0 a. p. | NA Hussein Dey |                                                                                             |                                                                                             |
| 14:00          | Boughalia 103e (pen.) | (0 - 0)     |                | Stade Smail Mekhlouf de l'Arbaa Spectateurs : Moyenne Arbitrage : Gamouh (Amrabet / Bouima) | Stade Smail Mekhlouf de l'Arbaa Spectateurs : Moyenne Arbitrage : Gamouh (Amrabet / Bouima) |
| 14:00          | [ 11 ]                |             |                | Stade Smail Mekhlouf de l'Arbaa Spectateurs : Moyenne Arbitrage : Gamouh (Amrabet / Bouima) | Stade Smail Mekhlouf de l'Arbaa Spectateurs : Moyenne Arbitrage : Gamouh (Amrabet / Bouima) |

| 5 janvier 2020 | CS Constantine   | 2 - 1   | JS Saoura           |                                                                                              |                                                                                              |
| 16:00          | Benayada 40e 77e | (1 - 1) | Messaoud 20e (pen.) | Stade Hamlaoui de Constantine Spectateurs : Moyenne Arbitrage : benbrahem (Brahim / Miraoui) | Stade Hamlaoui de Constantine Spectateurs : Moyenne Arbitrage : benbrahem (Brahim / Miraoui) |
| 16:00          | [ 12 ]           |         |                     | Stade Hamlaoui de Constantine Spectateurs : Moyenne Arbitrage : benbrahem (Brahim / Miraoui) | Stade Hamlaoui de Constantine Spectateurs : Moyenne Arbitrage : benbrahem (Brahim / Miraoui) |

| 26 janvier 2020 | WA Boufarik | 0 - 0 a. p. (t.a.b 5-4) | MC Alger |                                                                                               |                                                                                               |
| 14:00           |             | (0 - 0)                 |          | Stade Mohamed Reggaz de Boufarik Spectateurs : Nombreuse Arbitrage : Necib (Ghazali / Hamdi ) | Stade Mohamed Reggaz de Boufarik Spectateurs : Nombreuse Arbitrage : Necib (Ghazali / Hamdi ) |
| 14:00           | [ 13 ]      |                         |          | Stade Mohamed Reggaz de Boufarik Spectateurs : Nombreuse Arbitrage : Necib (Ghazali / Hamdi ) | Stade Mohamed Reggaz de Boufarik Spectateurs : Nombreuse Arbitrage : Necib (Ghazali / Hamdi ) |

| 18 janvier 2020 | CRB Adrar        | 1 - 1 a. p. (t.a.b 4-5) | AS Aïn M'lila       |                                                                                              |                                                                                              |
| 14:00           | Hadj Boubekr 24e | (1 - 1)                 | Moussaoui 42e (csc) | Stade Opow 18 février d'Adrar Spectateurs : Nombreuse Arbitrage : Bouzrar (Kadem / Rahmoune) | Stade Opow 18 février d'Adrar Spectateurs : Nombreuse Arbitrage : Bouzrar (Kadem / Rahmoune) |
| 14:00           | [ 14 ]           |                         |                     | Stade Opow 18 février d'Adrar Spectateurs : Nombreuse Arbitrage : Bouzrar (Kadem / Rahmoune) | Stade Opow 18 février d'Adrar Spectateurs : Nombreuse Arbitrage : Bouzrar (Kadem / Rahmoune) |

| 13 février 2020 | Paradou AC                                                                                           | 5 - 0   | MC El Bayadh | | |
| 15:00           | Allan Okello 89e · Hicham Messiad 84e · Abdelkahar Kadri 58e · Tarek Bouabta 56e · Yousri Bouzok 16e | (1 - 0) |              | Stade Omar Hamadi Bologhine (Alger) Spectateurs : faible . Arbitrage : bahloul ( guessoum / saadi ) | Stade Omar Hamadi Bologhine (Alger) Spectateurs : faible . Arbitrage : bahloul ( guessoum / saadi ) |
| 15:00           | le buteur numero 4685 du samedi 15 février 2020 page 15 .                                            |         |              | Stade Omar Hamadi Bologhine (Alger) Spectateurs : faible . Arbitrage : bahloul ( guessoum / saadi ) | Stade Omar Hamadi Bologhine (Alger) Spectateurs : faible . Arbitrage : bahloul ( guessoum / saadi ) |

| 13 février 2020 | ASM Oran                                                 | 1 - 0   | USM Alger |                                                                                               |                                                                                               |
| 14:00           | Yasser Belaribi 52e                                      | (0 - 0) |           | Stade Habib Bouakeul, Oran Spectateurs : moyenne Arbitrage : touabti ( benlamri / benghenna ) | Stade Habib Bouakeul, Oran Spectateurs : moyenne Arbitrage : touabti ( benlamri / benghenna ) |
| 14:00           | le buteur numéro 4685 du samedi 15 février 2020 page 8 . |         |           | Stade Habib Bouakeul, Oran Spectateurs : moyenne Arbitrage : touabti ( benlamri / benghenna ) | Stade Habib Bouakeul, Oran Spectateurs : moyenne Arbitrage : touabti ( benlamri / benghenna ) |

## Huitièmes de finale
Le tirage au sort a été effectué le jeudi 30 janvier 2020 au centre de regroupement de Sidi Moussa à Alger (source : Radio Algerie, le 30-01-2020 à 19h23)
| 13 février 2020   | WA Boufarik                                               | 2 - 0   | MC Oran | | |
| 14:00 ( match 1 ) | Adel Khetab 45e 54e                                       | (1 - 0) |         | Stade Mohamed Reggaz de Boufarik Spectateurs : nombreuse . Arbitrage : gamouh ( temrabet / bouima ) . | Stade Mohamed Reggaz de Boufarik Spectateurs : nombreuse . Arbitrage : gamouh ( temrabet / bouima ) . |
| 14:00 ( match 1 ) | le buteur numero 4685 du samedi 15 février 2020 page 11 . |         |         | Stade Mohamed Reggaz de Boufarik Spectateurs : nombreuse . Arbitrage : gamouh ( temrabet / bouima ) . | Stade Mohamed Reggaz de Boufarik Spectateurs : nombreuse . Arbitrage : gamouh ( temrabet / bouima ) . |

| 13 février 2020   | USM Bel-Abbes                                             | 1 - 0   | USM Annaba | | |
| 15:00 ( match 2 ) | Ameur Bougettaya 62e                                      | (0 - 0) |            | Stade Opow du 24 février 1956 de Sidi Bel Abbés Spectateurs : faible . Arbitrage : sakhraoui ( doulache / hani ) . | Stade Opow du 24 février 1956 de Sidi Bel Abbés Spectateurs : faible . Arbitrage : sakhraoui ( doulache / hani ) . |
| 15:00 ( match 2 ) | le buteur numero 4685 du samedi 15 février 2020 page 14 . |         |            | Stade Opow du 24 février 1956 de Sidi Bel Abbés Spectateurs : faible . Arbitrage : sakhraoui ( doulache / hani ) . | Stade Opow du 24 février 1956 de Sidi Bel Abbés Spectateurs : faible . Arbitrage : sakhraoui ( doulache / hani ) . |

| 3 mars 2020      | ASM Oran                                                                 | 1 - 0   | ASO Chlef |                                                                                             |                                                                                             |
| 14:00 ( match 3) | Ramdane Hitala 45e                                                       | (1 - 0) |           | Stade Habib Bouakeul d'oran Spectateurs : moyenne Arbitrage : hansal ( azrrine / bourouba ) | Stade Habib Bouakeul d'oran Spectateurs : moyenne Arbitrage : hansal ( azrrine / bourouba ) |
| 14:00 ( match 3) | el-haddef ( édition ouest ) numero 4855 du mercredi 4 mars 2020 page 5 . |         |           | Stade Habib Bouakeul d'oran Spectateurs : moyenne Arbitrage : hansal ( azrrine / bourouba ) | Stade Habib Bouakeul d'oran Spectateurs : moyenne Arbitrage : hansal ( azrrine / bourouba ) |

| 13 février 2020   | Amel Bou Saada                                            | 1 - 0   | RC Arba             | | |
| 14:00 ( match 4 ) | Ayoub Ghezala 44e                                         | (1 - 0) | 64e Ibrahim Saidani | Stade Abdelatif Mokhtar de Boussada Spectateurs : moyenne . Arbitrage : necib ( hamidi / ghazali ) . | Stade Abdelatif Mokhtar de Boussada Spectateurs : moyenne . Arbitrage : necib ( hamidi / ghazali ) . |
| 14:00 ( match 4 ) | le buteur numéro 4685 du samedi 15 février 2020 page 15 . |         |                     | Stade Abdelatif Mokhtar de Boussada Spectateurs : moyenne . Arbitrage : necib ( hamidi / ghazali ) . | Stade Abdelatif Mokhtar de Boussada Spectateurs : moyenne . Arbitrage : necib ( hamidi / ghazali ) . |

| 13 février 2020   | US Biskra                                                 | 1 - 0   | CR Belouizdad | | |
| 15:00 ( match 5 ) | Adil Djabout 39e (pen.)                                   | (1 - 0) |               | Stade opow 18 février d'el-alia ( Biskra ). Spectateurs : moyenne . Arbitrage : mial ( chaballah / idir ) . | Stade opow 18 février d'el-alia ( Biskra ). Spectateurs : moyenne . Arbitrage : mial ( chaballah / idir ) . |
| 15:00 ( match 5 ) | le buteur numero 4685 du samedi 15 fevrier 2020 page 10 . |         |               | Stade opow 18 février d'el-alia ( Biskra ). Spectateurs : moyenne . Arbitrage : mial ( chaballah / idir ) . | Stade opow 18 février d'el-alia ( Biskra ). Spectateurs : moyenne . Arbitrage : mial ( chaballah / idir ) . |

| 13 février 2020 | AS Ain M'lila                                             | 1 - 3   | CA Bordj Bou Arreridj                                              | | |
| 14:00 (match 6) | Chouaib Debbih 70e                                        | (0 - 2) | 24e El Hedi El Belameiri · 45e Mourad Benayad · 57e Youcef Djahnit | Stade Opow khelifi zoubir . de Ain M'lila . Spectateurs : nombreuse . Arbitrage : arab ( bayoudh / hamlaoui ) . | Stade Opow khelifi zoubir . de Ain M'lila . Spectateurs : nombreuse . Arbitrage : arab ( bayoudh / hamlaoui ) . |
| 14:00 (match 6) | le buteur numero 4685 du samedi 15 février 2020 page 14 . |         |                                                                    | Stade Opow khelifi zoubir . de Ain M'lila . Spectateurs : nombreuse . Arbitrage : arab ( bayoudh / hamlaoui ) . | Stade Opow khelifi zoubir . de Ain M'lila . Spectateurs : nombreuse . Arbitrage : arab ( bayoudh / hamlaoui ) . |

| 13 février 2020   | ES Sétif                                                  | 2 - 1   | CS Constantine | | |
| 18:45 ( match 7 ) | touré 47 . boussouf 83 .                                  | (0 - 1) | benayada 40 .  | Stade Opow du 8 Mai 1945 de Sétif Spectateurs : nombreuse . Arbitrage : bekouassa ilyés ( slimani / abane ) . | Stade Opow du 8 Mai 1945 de Sétif Spectateurs : nombreuse . Arbitrage : bekouassa ilyés ( slimani / abane ) . |
| 18:45 ( match 7 ) | le buteur numéro 4685 du samedi 15 février 2020 page 12 . |         |                | Stade Opow du 8 Mai 1945 de Sétif Spectateurs : nombreuse . Arbitrage : bekouassa ilyés ( slimani / abane ) . | Stade Opow du 8 Mai 1945 de Sétif Spectateurs : nombreuse . Arbitrage : bekouassa ilyés ( slimani / abane ) . |

| 3 mars 2020       | ES Guelma                                                              | 0 - 0 ap ( tirs au but 3 - 4 ) | Paradou AC | | |
| 14:00 ( match 8 ) |                                                                        | (0 - 0)                        |            | stade opow souidani boudjemaa de guelma . Spectateurs : nombreuse Arbitrage : nader ( laribi / gharraf ) | stade opow souidani boudjemaa de guelma . Spectateurs : nombreuse Arbitrage : nader ( laribi / gharraf ) |
| 14:00 ( match 8 ) | el haddef ( edition est ) numero 4855 du mercredi 4 mars 2020page 17 . |                                |            | stade opow souidani boudjemaa de guelma . Spectateurs : nombreuse Arbitrage : nader ( laribi / gharraf ) | stade opow souidani boudjemaa de guelma . Spectateurs : nombreuse Arbitrage : nader ( laribi / gharraf ) |

## Quarts de finale

### Aller
| Entraîneur : |
| Billel Dziri |

| Entraîneur : |
| Nabil Kouki  |

| Entraîneur : |
| Billel Dziri |

| Entraîneur : |
| Nabil Kouki  |

| Entraîneur :    |
| Nadhir Leknaoui |

| Entraîneur :      |
| Sofiane Boudjella |

| Entraîneur :    |
| Nadhir Leknaoui |

| Entraîneur :      |
| Sofiane Boudjella |

| Entraîneur :           |
| Mohamed Sofiane Ezzine |

| Entraîneur :          |
| Abdelghani Boufennara |

| Entraîneur :           |
| Mohamed Sofiane Ezzine |

| Entraîneur :          |
| Abdelghani Boufennara |

| Entraîneur :    |
| Francisco Chaló |

| Entraîneur : |
| Salem Laoufi |

| Entraîneur :    |
| Francisco Chaló |

| Entraîneur : |
| Salem Laoufi |

### Retour
L'édition est marquée par la pandémie de Covid-19 en Algérie. Les rencontres retour des quarts de finale sont suspendues.

## Demi-finales
L'édition est marquée par la pandémie de Covid-19 en Algérie. Les rencontres des demi-finales sont suspendues.

## Finale
L'édition est marquée par la pandémie de Covid-19 en Algérie. Le match finale est suspendu.

## Buteurs
Maj: 12 mars 2020.
| Rang | Buteur             | Club           | Buts   |
| ---- | ------------------ | -------------- | ------ |
| 1    | Malick Touré       | ES Sétif       | 5 buts |
| 2    | Mansour Benothmane | ASO Chlef      | 3 buts |
| 2    | Houcine Benayada   | CS Constantine | 3 buts |
| 2    | Aymen Mahious      | USM Alger      | 3 buts |
| 2    | Ramdane Hitala     | ASM Oran       | 3 buts |
| 2    | Abdelaziz Litt     | USM Bel Abbès  | 3 buts |
| 2    | Hicham Messiad     | Paradou AC     | 3 buts |
| 2    | Oussama Kismoun    | Paradou AC     | 3 buts |
| 3    | 18 joueurs         | 18 joueurs     | 2      |